# ديريك إيدج
ديريك إيدج (بالإنجليزية: Derek Edge)‏ هو لاعب كرة قدم بريطاني، ولد في 14 فبراير 1942 في Baddeley Green ‏ في المملكة المتحدة، وتوفي في 23 أكتوبر 1991 في ستوك أون ترينت في المملكة المتحدة. لعب مع بورت فايل وستوك سيتي وماكليسفيلد تاون ونادي كرو ألكساندرا.